# 風の少年〜尾崎豊 永遠の伝説〜
風の少年〜尾崎豊 永遠の伝説〜（かぜのしょうねん・おざきゆたか、とわのでんせつ）は、2011年3月21日20時54分 - 22時48分にテレビ東京系列にて放映された単発スペシャルのテレビドラマ。
「BSジャパン開局10周年記念」「尾崎豊20thメモリアルイヤーズ特別記念」と銘打っている。

## 概要
- 今は亡きシンガーソングライター・尾崎豊の生涯をドラマ化したものである。
- 劇中での尾崎の楽曲は、演じている成宮がそのまま歌っている。
- 同年11月27日には、第66回文化庁芸術祭参加作品として、BSジャパンで再放送。

## キャスト
- 尾崎豊：成宮寛貴 (幼少期：佐藤詩音、少年期：今井悠貴)
- 尾崎健一(尾崎の父)：内藤剛志
- 尾崎絹枝(尾崎の母)：手塚理美
- 森山(レコード会社)：高川裕也
- 井上(レコード会社)：七海智哉
- 安田(研修生)：小島雄貴
- 谷本和夫(尾崎の友人)：中村倫也
- 相川(尾崎の友人)：永井浩介
- 中学校の教師：金山一彦
- 料亭の店主：せんだみつお
- 野口瑠璃子(バーのママ)：高橋ひとみ
- 坂田(プロデューサー)：六平直政
- 高井(レコード会社・専務)：田村亮
- 須藤晃：髙嶋政宏
- 尾崎の高校時代の担任教師：田村幸士
- スタジオミュージシャン：KONTA
- 富田麻帆
- 福山翔大
- 本田達也
- 安達勇人
- 竹本純平
- 神木優
- 瀬田吉史
- 堀勉
- 藤井貴規
- 井上智之
- 吉見幸洋
- 吉田憲祐
- 杉浦元太
- 上村直子
- 高橋玄太

## スタッフ
- 原作：須藤晃「尾崎豊覚え書き」（1998年：ソニーマガジンズ、小学館）
- 脚本：洞澤美恵子
- 演出：藤尾隆（テレパック）
- 音楽：新井誠志
- カースタント：タカハシレーシング
- 映像提供：日本テレビ放送網
- ロケ協力：八王子フィルムコミッション、日野映像支援隊、新宿ルイード、日新火災海上保険、日本経済新聞社、毎日新聞社、アバコクリエイティブスタジオ、東京海洋大学、デジタルハリウッド大学　ほか
- 技術協力：フォーチュン
- 美術協力：フジアール
- 編集：ブル
- 制作統括：不破敏之(PROTX)
- プロデュース：田淵俊彦(PROTX)、森下和清（テレパック）
- プロダクション協力：テレパック
- 製作：テレビ東京、BSジャパン、プロテックス

## ネット局
| 放送対象地域  | 放送局                | 系列           | 放送日と時間                       | 備考                |
| ------------- | --------------------- | -------------- | ---------------------------------- | ------------------- |
| 関東広域圏    | テレビ東京（TX）      | テレビ東京系列 | 2011年3月21日 20時54分 - 22時48分  | 共同制作局          |
| 北海道        | テレビ北海道（TVh）   | テレビ東京系列 | 2011年3月21日 20時54分 - 22時48分  | 同時ネット          |
| 愛知県        | テレビ愛知（TVA）     | テレビ東京系列 | 2011年3月21日 20時54分 - 22時48分  | 同時ネット          |
| 大阪府        | テレビ大阪（TVO）     | テレビ東京系列 | 2011年3月21日 20時54分 - 22時48分  | 同時ネット          |
| 岡山県 香川県 | テレビせとうち（TSC） | テレビ東京系列 | 2011年3月21日 20時54分 - 22時48分  | 同時ネット          |
| 福岡県        | TVQ九州放送（TVQ）    | テレビ東京系列 | 2011年3月21日 20時54分 - 22時48分  | 同時ネット          |
| 滋賀県        | びわ湖放送（BBC）     | 独立局         | 2011年3月21日 20時54分 - 22時49分  | 同時ネット          |
| 奈良県        | 奈良テレビ（TVN）     | 独立局         | 2011年3月21日 20時54分 - 22時47分  | 同時ネット          |
| 和歌山県      | テレビ和歌山（WTV）   | 独立局         | 2011年3月21日 20時54分 - 22時50分  | 同時ネット          |
| 宮崎県        | 宮崎放送（MRT）       | TBS系列        | 2011年4月3日 15時00分 - 17時00分   | 13日遅れ            |
| 三重県        | 三重テレビ（MTV）     | 独立局         | 2011年4月4日 20時00分 - 21時56分   | 14日遅れ            |
| 日本全国      | BSジャパン（BSJ）     | テレビ東京系列 | 2011年4月24日 20時00分 - 21時55分  | 共同制作局 34日遅れ |
| 新潟県        | 新潟テレビ21（UX）    | テレビ朝日系列 | 2011年5月15日 15時30分 - 17時25分  | 55日遅れ            |
| 沖縄県        | 琉球放送（RBC）       | TBS系列        | 2011年5月28日 13時00分 - 15時00分  | 68日遅れ            |
| 富山県        | 富山テレビ（BBT）     | フジテレビ系列 | 2011年6月4日 14時55分 - 16時50分   | 75日遅れ            |
| 山形県        | 山形放送（YBC）       | 日本テレビ系列 | 2011年6月5日 13時00分 - 14時55分   | 76日遅れ            |
| 福島県        | テレビユー福島（TUF） | TBS系列        | 2011年6月18日 14時00分 - 15時54分  | 89日遅れ            |
| 岩手県        | IBC岩手放送（IBC）    | TBS系列        | 2011年7月8日 13時55分 - 15時50分   | 109日遅れ           |
| 熊本県        | テレビ熊本（TKU）     | フジテレビ系列 | 2011年8月20日 14時00分 - 15時55分  | 152日遅れ           |
| 高知県        | テレビ高知（KUTV）    | TBS系列        | 2011年12月31日 12時30分 - 14時25分 | 285日遅れ           |
| 広島県        | テレビ新広島（TSS）   | フジテレビ系列 | 2012年3月10日 25時35分 - 27時35分  | 355日遅れ           |